# New Munich
New Munich ist ein Ort mit dem Status „City“ im Stearns County im US-Bundesstaat Minnesota. Das U.S. Census Bureau hat bei der Volkszählung 2020 eine Einwohnerzahl von 356 ermittelt.

## Geschichte
Die Siedlung wurde etwa 1856 gegründet, den Status einer Gebietskörperschaft erhielt der Ort am 28. Januar 1896. 1859 wurde eine Poststation namens Oak errichtet, 1963 wurde sie in New Munich umbenannt. Der Name (=Neu-München) wurde nach einem Jäger aus München gewählt, der mehrere Jahre mit den ersten Siedlern verbrachte. In dem Ort lag ein Bahnhof der Soo Line.

## Geographie
New Munich liegt östlich des Sauk River, der das Ortsgebiet aber nur im äußersten Südwesten berührt. Der Ort hat eine Fläche von 1,37 km² und liegt auf einer mittleren Höhe von 361 m.
Der Ort erstreckt sich entlang der Minnesota State Route 237, im Ort Main Street genannt, über die der Ort an die Interstate 94 angebunden ist. Im Süden des Orts kreuzt die Sterns Country Road 30 die Main Street.

## Bevölkerung
Beim Zensus im Jahr 2010 hatte New Munich 320 Einwohner. 2014 waren es 323, davon 172 Männer und 151 Frauen. Fast 70 % hatten deutsche Vorfahren. Das Durchschnittsalter betrug 49,2 Jahre (gegenüber 37,7 im Gesamtstaat Minnesota).

## Trivia
- In New Munich wird jährlich ein Volksfest gefeiert, das Munichfest genannt wird.[6]
- In seinem Buch In Search of Lake Wobegon (2001) schreibt Garrison Keillor, dass er mit seiner Familie in der Nähe von New Munich lebte. Es ist einer der Orte, die ihm als Grundlage für sein fiktives Dorf Lake Wobegon dienten. Er beschreibt eine höchst beeindruckende Kirche, deren Vorbild vermutlich die Immaculate Conception Church an der Main Street war.[7]